# Nat Shapiro
Nat Shapiro (* 27. September 1922 in New York City; † 15. Dezember 1983 ebenda) war ein US-amerikanischer Jazz-Autor und Produzent.
Nat Shapiro begann ab Ende der 1940er Jahre in der Musikindustrie zu arbeiten; von 1948 bis 1950 war er als Manager bei Mercury Records für Werbung zuständig. Für die Verwertungsgesellschaft Broadcast Music Incorporated war er 1955/56 für die Öffentlichkeitsarbeit tätig. Danach war er von 1956 bis 1966 Leiter für den Bereich Artists and Repertoire beim Label  Columbia Records, wo er an der Produktion zahlreicher Alben mitwirkte, wie von Nina Simone, Phil Woods und Michel Legrand. In Deutschland wurde er Ende der 1950er Jahre durch das von Werner Burkhardt übersetzte Buch Jazz erzählt - Hear me talkin to ya bekannt, das er 1955 mit Nat Hentoff nach Interviews mit Jazzmusikern herausgab. 1957 war er mit Hentoff Mitherausgeber des Werks The Jazz Makers - Essays on the Greats of Jazz; 1978 edierte Shapiro die Encyclopedia of Quotations about Music.

## Werke
- Hear me talkin to ya. Penguin, London, 1955 (mit Nat Hentoff), Dt: Jazz - erzählt. Hear me talkin'to ya. Vorwort von J.-E. Berendt. Nymphenburger Verlagshandlung, München, 1959
- The Jazz Makers - Essays on the Greats of Jazz. Rinehart & Company, New York, 1957 (mit Nat Hentoff)
- Popular Music. An Annotated Index of American Popular Songs, Vol. I - VI (1920-1969) und in der Fortführung von Ernst Pollock Vol. VII-VIII (1970–1979)
- Encyclopedia of Quotations about Music (Doubleday, 1978) ISBN 0-7153-7611-X
- Whatever it is, I'm against it: An encyclopedia of classical and contemporary abhorrence. Simon and Schuster, New York, 1984. ISBN 0-671-50837-7

## Weblink/Quelle
- Nat Shapiro bei  Allmusic

| Personendaten    | Personendaten                              |
| ---------------- | ------------------------------------------ |
| NAME             | Shapiro, Nat                               |
| KURZBESCHREIBUNG | US-amerikanischer Jazz-Autor und Produzent |
| GEBURTSDATUM     | 27. September 1922                         |
| GEBURTSORT       | New York City                              |
| STERBEDATUM      | 15. Dezember 1983                          |
| STERBEORT        | New York City                              |